# Bystrá, Brezno
Bystrá este o comună slovacă, aflată în districtul Brezno din regiunea Banská Bystrica, pe malul râului Bystrianka⁠(d). Localitatea se află la altitudinea de 566 m deasupra n.m., se întinde pe o suprafață de 15,87 km2 și în 2017 număra 192 de locuitori.

## Istoric
Localitatea Bystrá este atestată documentar din 1563.

## Demografie
| An:                | 1994 | 2004    | 2014  | 2024    |
| ------------------ | ---- | ------- | ----- | ------- |
| Număr de persoane: | 231  | 200     | 193   | 152     |
| Diferență:         |      | −13,41% | −3,5% | −21,24% |

| An:                | 2023 | 2024   |
| ------------------ | ---- | ------ |
| Număr de persoane: | 148  | 152    |
| Diferență:         |      | +2,70% |